# Barraca de carboner
La barraca de carboner és un habitatge temporal de fàcil construcció. Aquesta construcció consta d'una paret seca de doble cara amb una sola obertura i una coberta de troncs. A sobre, s'hi disposava un sostre de càrritx. La construcció es feia agafant troncs de mides grans que feien de puntals i a sobre s'hi col·locava una biga i s'apuntalava els marges. Sobre la biga s'hi anava col·locant brancam (costellam) i després el sostre que era de càrritx o plantes de fulla llarga i impermeable. També hi havia un espai que deixava sortir el fum.
Servien per passar les nits i aixoplugar-se els dies de pluja, quan s'havien de vigilar les carboneres. En les zones costaneres, amb el clima més benigne les barraques de carboners eren més simples, fetes amb una lona aguantada amb pals vora un marge.